# Рівненський процес
Рівненський процес — судовий процес, який відбувся 22 — 26 травня 1939 року над 22 членами Організації українських націоналістів.

## Початок процесу
У 1934—1936 роках польська поліція завдала серйозних ударів ОУН. Проте на місце арештованих або засланих до концтабору у Березі Картузькій приходили нові кадри.
Ще одну хвилю масових арештів патріотів, у першу чергу членів ОУН, Волинь пережила у 1937 році.
22 травня 1939 року ІІІ-й відділ окружного суду в Рівному у складі його голови Й. Сіповича, суддів Г. Жебровського (доповідача), З. Світальського, секретаря М. Рапшинського розпочав судове засідання.

## Підсудні і звинувачення
Перед польським судом постали Микола Кос, Михайло Коржан, Василь Ривак, Ярослав Старух, Микола Скоп'юк, Яків Бусел, Микола Мостович, Олександр Бусел, Степан Пшеничний, Ігор Шубський, Ростислав Волошин-Березюк, Володимир Робітницький, Дмитро Єпік, Ольга Андрущенко, Антон Кабайда, Тарас Степура, Леонід Мостович, Петро Тишковець, Олександр Клочок, Федот Смалійчук, Йоган Хлопецький, Онися Селепіна.
Підсудних обвинувачували в тому, що вони, будучи членами Організації Українських Націоналістів, увійшли в контакти між собою та іншими особами, з метою відірвання від Польської держави «південно-східних земель». Так іменувала Західноукраїнські землі польська влада. Особливу увагу судді приділяли керівникам ОУН — членам Крайової Екзекутиви — Миколі Косу, Михайлу Коржану, Василю Риваку, Ярославу Старуху, Якову та Олександру Буслам, а також — провіднику ОУН на Рівненський та Костопільський повіти Володимиру Робітницькому, провіднику на Дубенський повіт Степану Пшеничному.

## Хід засідання
На судовому засіданні 22 травня 1939 року Я.Старух у відповідь на питання прокурора сказав:

| З наймолодших років для мене найбільшим ідеалом була служба для народу. Вирішив всі свої сили направити для добра єдиної української держави. До ОУН вступив в 1929 році, але більше нічого не скажу, бо це буде суперечити моїм поглядам. Про свої функції в ОУН відмовляюсь давати показання . |
Суд звинуватив Я.Старуха в тому, що саме він призначив С. Пшеничного провідником Дубенського повіту, давав йому інструкції в організаційних справах, підтвердив інструкцію, видану йому Яковом Буслом. У зв'язку із планованим пересиланням на Радянську Україну підпільної літератури Я. Старух доручив С. Пшеничному організувати для цієї мети пересильні прикордонні пункти.
Братів Буслів суд визнав винними у приналежності до ОУН і до керівного складу цієї організації. Яків Бусел був покараний 4-річним ув'язненням. Брати були студентами Львівського університету. І, як свідчать поліцаї, з самого початку свого перебування у Львові «зайнялися націоналістичною працею у студентських організаціях та в товаристві імені Петра Могили». На зібраннях «звена» волиняків, членами якого були брати Бусли, "виголошувались реферати націоналістичного змісту, опрацьовані на основі книги члена ОУН Сціборського «Націократія». У 1933 році Бусли були заарештовані. Зокрема, Яків був заарештований під час перевезення ним великої кількості літератури ОУН. Перебуваючи на канікулах, Олександр Бусел зв'язався з обвинуваченим Володимиром Робітницьким — провідником на Рівненський та Костопільський повіти, який брав участь з ним у навчанні членів ОУН . Разом з іншими підсудними привозив Бусел директиви ОУН зі Львова.
Олександр Бусел після того, як був виселений з академічного будинку у Львові, певний час проживав на квартирі обвинуваченого Коржана, якому організаційно був підпорядкований і за його дорученнями в час своїх приїздів до Клеваня приймав звіти від Робітницького.
У 1936 році повернувся із ув'язнення Яків Бусел. Він був залучений до організаційної праці Я. Старухом. Було вирішено, що у зв'язку з посиленням комуністичних впливів у краї треба проводити працю згідно з лінією, яка полягала у тому, що організація мала визначити відповідну людину в даній місцевості і, не залучаючи її до роботи в ОУН, офіційно проводити через неї працю серед населення з метою пробудження в нього національної свідомості, а також протидіяти лівим партіям. Праця ця повинна проводитись в легальний спосіб, щоб не викликати підозріння поліції.
Після досягнення мети — виховання в націоналістичному дусі певної групи людей, «голубу» лінію треба ліквідувати і залучати свідомих патріотів вже до справжньої ОУН — проводити «червону» лінію, характерну для організації. Після обговорення тих засад з Олександром Буслом і Мостовим всі три утворили «трійку», яку очолив Яків Бусел і приступили до поширення ОУН на Волині.
«Трійка» провела цілий ряд зборів у помешканні Миколи Мостовича, на яких було між іншим визначено територіальну організацію «голубої» лінії. Кілька сіл мали утворювати район, райони — волості, яких мало бути кілька в повіті. Мостович отримав до опрацювання Луцький повіт. Олександр Бусел — Рівненський і Костопільський. Було обговорено питання і про транспортування підпільної літератури, її розповсюдження, опрацювання і тощо.
Польська поліція засилала своїх агентів у ряди ОУН, які згодом свідчили на судовому процесі. Прізвища деяких з них наводяться у судовій справі.

## Вирок
Після декількох днів засідань суд у Рівному виніс вирок: Ярослава Старуха засудили на 13 років ув'язнення, Михайла Коржана, Василя Ривака, Якова Бусла, Степана Пшеничного, Ігоря Шуйського — на 12 років ув'язнення кожного, Миколу Коса, Миколу Скоп'юка, Володимира Робітницького — на 10 років, Миколу Мостовича — на 9 років, Олександра Бусла — на 8 років, Дмитра Єпіка — на 7 років ув'язнення і присудили з кожного з них стягнути по 600 злотих судової оплати.
Інших ув'язнених було засуджено від 2 до 6 років і з судовою оплатою від 80 до 160 злотих.
Проте ні репресії, ні катування на допитах не зломили волі засуджених. Звільнившись після розпаду Польщі у вересні 1939 року з тюрем, вони всю свою силу, всю енергію віддали справі боротьби за незалежність України.